# Arbeitsgemeinschaft Mess- und Eichwesen
Die Arbeitsgemeinschaft Mess- und Eichwesen ist das Koordinierungsorgan der Eichaufsichtsbehörden der deutschen Bundesländer. Ihr gehören die Leiter der Eichaufsichtsbehörden der Länder und als ständige Gäste je ein Vertreter des Bundesministeriums für Wirtschaft und Technologie  sowie der Physikalisch-Technischen Bundesanstalt  an. Der Vorsitz wechselt alle zwei Jahre. Als Ansprechpartner für die Verbände der Wirtschaft und Partner in anderen Mitgliedstaaten ist die Deutsche Akademie für Metrologie in München eingerichtet.

## Tätigkeit
Die Arbeitsgemeinschaft setzt die in den nationalen Gremien gefassten Beschlüsse für den Vollzug durch die Eichämter und die staatlich anerkannten Prüfstellen um. Die für einen einheitlichen Vollzug in der Praxis relevanten technischen, organisatorischen und rechtlichen Fragen werden abgestimmt.
Die Vorklärung zu überwiegend technischen Sachverhalten und die Vorbereitung auf Verwaltungsvorschriften werden auf Fachausschüsse delegiert, die bedarfsweise eingesetzt werden und den übergeordneten Gremien zuarbeiten. Fachleute aus der Physikalisch-Technischen Bundesanstalt, den Eichbehörden der Länder sowie aus dem Kreise der Hersteller, Anwender und der Verbände wirken dabei mit.

## Signet
Das Signet der AGME „e“ ist beim Deutschen Patent- und Markenamt als Bildmarke
(Nr. 395 01 312.7) eingetragen und nach dem Markengesetz rechtlich geschützt.
Es darf nur von Eichbehörden und von Verbänden, die die Interessen der Mitarbeiter der Eichbehörden vertreten, verwendet werden.